# Тајни савјетник
Тајни савјетник (рус. тайный советник) је био грађански чин III класе у Табели рангова Руске Империје. Одговарао је чину генерал-лајтнанта и вицеадмирала.
Лица која су имала овај чин су вршила високе државне дужности, нпр. дужност министра или замјеника министра, руководиоца великог департмана, сенатора, академика Императорске академије наука. Чин III класе су носили и неки губернатори, с дугим стажом, који су се производили у тајне савјетнике као знак посебног признања, и такође, пред њихов премјештај у престоницу.
Осим у Санкт Петербургу, тајни савјетници су могли служити и у Москви. На примјер, ректор Московског универзитета, извјесни историчар С. М. Соловјев или извјесни професор Московске духовне академије и писац Н. И. Суботин су били тајни савјетници. Било их је такође и у другим великим градовима Руске Империје, нпр. у Тбилисију.